# 宮内省
宮内省（くないしょう、旧字体：宮內省）とは、近代の日本にあった皇室事務を司る省庁。1869年（明治2年）に古代の宮内省に倣って太政官制のもとで発足した組織で、当初の長官は宮内卿だったが、1885年（明治18年）以降の内閣制度下においては宮中と行政各官庁は区別され、宮内省を所管する宮内大臣は内閣の閣員とはされず独立していた。連合軍占領下の1946年（昭和21年）に縮小再編され、1947年（昭和22年）に宮内府、1949年（昭和24年）に現在の宮内庁となった。

## 沿革
1867年2月13日（慶応3年1月9日）に睦仁親王（明治天皇）践祚の後、1868年6月11日（慶応4年閏4月21日）の政体書で設置した行政官に宮中の庶務を管掌させた。このときに蔵人所を廃止している。
この行政官の弁事が宮中庶務もそれ以外の事務も兼務してきたところ、1869年5月19日（明治2年4月8日）に内弁事（ないべんじ）を置き、これに内廷一途を命じて宮中庶事を専務させることとなった。この内弁事が宮内省の前身になる。
また同年5月25日（同年4月14日）に内廷知事を置いた。
さらに同年8月15日（同年7月8日）の職員令で宮内省となり、本部のほか、皇太后宮職、皇后宮職、東宮坊の部署が設置された。この際に改正された「官位相当表」よると、宮内卿は正三位、宮内大輔は従三位、宮内少輔は正四位とされた。
一方、儀式を所掌する部局については、1870年12月28日（明治3年11月7日）に太政官の中に舎人局（とねりきょく）と雅楽局（うたきょく）を置き、1871年9月13日（明治4年7月29日）の太政官職制で太政官に式部局（しきぶきょく）、舎人局、雅楽局を置いた。式部局は内外の儀式及び図書を掌り、舎人局は分番・宿直を知り書疏・請謁を申達するを掌り、雅楽局は雅楽の事を掌るとした。
同年9月24日（同年8月10日）に式部局を改称する形で太政官正院に式部寮（しきぶりょう）を設置し、同時に廃局とされた雅楽局・舎人局の役割を引き継いだ。
1872年4月21日（明治5年3月14日）の神祇省廃止により祭事祀典が太政官直属の式部寮に移管されたが、1875年（明治8年）4月14日に式部寮は太政官から宮内省に移管された（太政官布告第59号）。ただし、従前は式部寮に属した大小舎人は正院に属す。その後、事由は不明ながら、同年12月2日に正院に戻され（太政官布告第182号）、1877年（明治10年）9月14日には再び式部寮は宮内省所管となった（太政官達第63号）。
1884年（明治17年）10月3日に宮内省の中の式部寮を廃止して式部職（しきぶしょく）を設置した。
1878年（明治11年）2月28日に御陵墓の事務が内務省から宮内省に移る。
なお、1877年（明治10年）8月29日から1879年（明治12年）10月13日までの間、侍補が置かれていた。

### 歴代の宮内卿
- 万里小路博房：1869年7月8日（明治2年5月29日） - 1871年6月25日（明治4年5月8日）
- 徳大寺実則：1871年11月29日（明治4年10月17日） - 1884年（明治17年）3月21日
- 伊藤博文：1884年（明治17年）3月21日 - 1885年（明治18年）12月22日

### 歴代の宮内大輔
- 烏丸光徳：1869年10月14日（明治2年9月10日） - 1871年8月11日（明治4年6月25日）
- 万里小路博房：1871年8月13日（明治4年6月27日） - 1877年（明治10年）8月29日
- 杉孫七郎：1877年（明治10年）12月26日 - 1884年（明治17年）4月21日
- 吉井友実：1884年（明治17年）7月8日 - 1886年（明治19年）2月5日

## 内閣制度と宮内省
1885年（明治18年）12月22日に出された太政官達第69号は、内閣制度を創設する布告だったが、1.太政大臣、左右大臣、参議及び各省卿の職制を廃し、新たに内閣総理大臣並びに宮内、外務、内務、大蔵、陸軍、海軍、司法、文部、農商務及び逓信の各大臣を置くこととしつつ、2.宮内大臣を除く内閣総理大臣及び各大臣をもって内閣を組織することとされた。宮内大臣は国家の官吏として掲げられたが、宮内大臣は内閣からは除外され、宮内省は内閣から外れて国務には関わらない官庁に位置づけられた。
同日をもって宮中に内大臣及び宮中顧問官が設置され、宮内大臣の設置により宮内卿は廃止された。宮内大臣には最後の宮内卿の伊藤博文が就き初代総理大臣と兼職した。
1886年（明治19年）2月4日に定められた宮内省官制（宮内省達）では、侍従職、式部職、皇太后宮職、皇后宮職、大膳職、内蔵寮、主殿寮、図書寮、内匠寮、主馬寮、諸陵寮などが設置された。
1889年（明治22年）2月、大日本帝国憲法発布とともに皇室典範が制定されると、同年7月に宮内省官制は改定された。国務官と宮内官は区別され、宮内大臣は憲法に責任を負わず天皇に直接責任を持つ大臣として位置づけられた。宮内省令は天皇親裁の場合もあれば宮内大臣のほか臣僚（国務大臣、地方長官、郡長、島司）に権限が付与され発されることもあった。宮中諸官の官制の詔勅（宮内省官制、内大臣官制、宮中顧問官制等）は、国務大臣の奏請をまって裁可されるものではないが、広く周知義務を負わせるため国務大臣の副署が行われた。
その後、皇室自律の原則に従って独立官庁として次第に拡充。1908年（明治41年）1月には新たに皇室令として宮内省官制が施行された。
天皇および皇族、朝鮮王公族（元・大韓帝国皇帝の李王家）の日常生活、教育、財産管理などあらゆる側面を支える官庁へと拡大していたが、ポツダム宣言受諾の後、連合国軍占領下で連合国軍最高司令官の要求により縮小された。これにともない大部分の業務は他部局に移管された。たとえば皇室財産の大部分を占めた御料林は国有林となり林野庁の管轄となり、あるいは宮内省管轄であった学習院は私立学校となった。
1947年（昭和22年）、日本国憲法の施行とともに内閣総理大臣所管の機関として宮内府に改められ、第二次世界大戦終戦時に6,200人余りいた職員は1,500人弱に削減された。さらに宮内府は1949年（昭和24年）に総理府の設置にともなってその管轄下の外局となり、宮内庁に改められた。以降の歴史については宮内庁を参照。

### 歴代の宮内大臣
| 代 | 氏名       | 氏名 | 就任日                     | 兼任     |
| -- | ---------- | ---- | -------------------------- | -------- |
| １ | 伊藤博文   |      | 1885年（明治18年）12月22日 | 首相兼任 |
| ２ | 土方久元   |      | 1887年（明治20年）9月16日  |          |
| ３ | 田中光顕   |      | 1898年（明治31年）2月9日   |          |
| ４ | 岩倉具定   |      | 1909年（明治42年）6月16日  |          |
| ５ | 渡辺千秋   |      | 1910年（明治43年）4月1日   |          |
| ６ | 波多野敬直 |      | 1914年（大正3年）4月9日    |          |
| ７ | 中村雄次郎 |      | 1920年（大正9年）6月18日   |          |
| ８ | 牧野伸顕   |      | 1921年（大正10年）2月19日  |          |
| ９ | 一木喜徳郎 |      | 1925年（大正14年）3月30日  |          |
| 10 | 湯浅倉平   |      | 1933年（昭和8年）2月14日   |          |
| 11 | 松平恒雄   |      | 1936年（昭和11年）3月6日   |          |
| 12 | 石渡荘太郎 |      | 1945年（昭和20年）6月4日   |          |
| 13 | 松平慶民   |      | 1946年（昭和21年）1月16日  |          |

1. 宮内大臣（親任官）
2. 宮内次官（勅任官）

### 内部部局
1908年（明治41年）1月1日に施行された皇室令による宮内省官制では、大臣官房、侍従職、式部職、内蔵寮、図書寮、爵位寮、侍医寮、大膳寮、諸陵寮、主殿寮、内匠寮、内苑寮、主馬寮、主猟寮、調度寮が設置された。
内部部局としては、通常の官衙とは異なり、「職・寮」といった律令制度下の部局名を承継したものが用いられた。長の名称は各部局により異なり、侍従職は「侍従長」、式部職は「式部長官」、宗秩寮は「宗秩寮総裁」、総務局・警衛局は「局長」、その他の寮は「頭」（ - のかみ、寮の名称が「○○寮」の場合は「○○頭」）であった。
終戦当時の内部部局は以下の通り。
- 大臣官房
- 侍従職（じじゅう - ）：天皇の側近として仕える。
- 式部職（しきぶ - ）：宮中儀礼を担当。
- 宗秩寮（そうちつ - ）：皇族・華族に関する事務を担当。1910年（明治43年）8月29日に爵位寮を廃止して設置[6]。
- 諸陵寮（しょりょう - ）：陵墓管理を担当。
- 図書寮（ずしょ - ）：皇統譜・宮内省関係文書の管理。
- 侍医寮（じい - ）：宮中の医療を担当。
- 大膳寮（だいぜん - ）：食事や饗宴を担当。
- 内蔵寮（くら - ）：会計・用度を担当。
- 内匠寮（たくみ - ）：建築・営繕を担当。
- 主馬寮（しゅめ - ）：馬車・自動車の運転や管理。
- 総務局：その他庶務を担当。1941年（昭和16年）3月31日設置[6]。
- 警衛局：皇宮警察を所管し、密偵を用いて独自の情報収集活動を行っていた。1941年（昭和16年）3月31日設置[6]。

### 外局
- 内大臣府：御璽・国璽の保管。
- 掌典職（しょうてん - ）：宮中祭祀を担当。
- 皇后宮職（こうごうぐう - ）：皇后良子の側近として仕える。
- 東宮職（とうぐう - ）：皇太子明仁親王の側近として仕える。
- 皇太后宮職（こうたいごうぐう - ）：皇太后節子の側近として仕える。
- 帝室会計審査局：宮内省内の会計監査を行う。
- 御歌所（おうたどころ）：御製御歌の管理。
- 帝室博物館：御物（皇族女子のティアラやパリュールを含む）の管理。
- 正倉院管理署：奈良正倉院宝物の管理。
- 帝室林野局：御料林の管理。
- 学習院：皇族・華族子弟の教育機関。
- 女子学習院：皇族・華族子女の教育機関。
- 李王職：朝鮮王公族の家政を担当。

### 内部組織の変遷
- 1883年（明治16年）9月に京都に支庁が設置された[30]。
- 1884年（明治17年）4月に学習院を宮内省所轄の官立学校とした。
- 1886年（明治19年）2月に京都支庁が廃され、主殿寮京都出張所が設置された。
- 1900年（明治33年）6月に帝国京都博物館を京都帝室博物館と改称した。1924年（大正13年）2月に京都帝室博物館を京都市に下賜した（現在の京都国立博物館）。
- 1886年（明治19年）に「博物館」が農商務省から宮内省図書寮に移管され、後に帝国博物館、東京帝室博物館と改称され、1947年（昭和22年）5月に文部省に移管された（現在の東京国立博物館）。
- 1908年（明治41年）1月に支庁が廃され、諸陵寮出張所と主殿寮出張所が京都に設置された[31]。
- 1914年（大正3年）7月に諸陵寮出張所が廃止された[32]。
- 1921年（大正10年）10月に主殿寮出張所が廃され、内匠寮出張所が京都に設置された[33]。
- 1936年（昭和11年）11月に内匠寮出張所が廃され、京都地方事務所が設置された[34]。